# Дом мод
Дом мод — здание в стиле советского модернизма. Расположен в Петроградском районе Санкт-Петербурга, современный адрес дома — Каменноостровский проспект, 37.

## История
Шестиэтажное здание построено в 1963—1968 годах архитекторами А. Андреевым, Е. Левинсоном, Я. Москаленко и инженером В. Акатовым как головное предприятие треста «Ленинградодежда» для разработки лекал, демонстрации новых моделей и ателье с женским, мужским, детским и шляпным отделами. Кроме того, в здании сделан выход со станции метро «Петроградская»; поэтому в проектировании участвовал Андреев, у которого был уже опыт создания подобного проекта для «Московских ворот» (но он проектировал здание, когда его назначение ещё не было определено, и в доработке не участвовал), и Левинсон, строивший соседние с Домом мод здания. Над интерьерами работали Л. Гольдвассер, Е. Розенфельд, Р. Фролова и другие архитекторы 11-й мастерской Ленпроекта. Здание стоит на месте особняка и сада Белогруда (по другим данным, на месте доходных домов Э. А. Роста и Ф. Ф. Нидермейера).
Торец здания, выходящий на площадь Льва Толстого, а также сетка окон и карнизы скоординированы с торцом соседнего дома Майзель, также присутствует горизонтальное деление на 2 нижних и 4 верхних этажа. В лицевом фасаде со стороны проспекта преобладают вертикали, соответствующие железобетонному каркасу, на нём и на левом фасаде большую часть занимает витраж. Игра теней из-за разного выноса вертикальных рёбер и заглублённых окон создаёт подобие модного в то время текстиля крупного плетения. Входы в метро и в сам Дом мод оформлены тянущимися на два этажа облицованными полированным гранитом пилонами в общей раме. Углы здания, подобно прочим зданиям Каменноостровского проспекта, покрыты серой штукатуркой «под камень». Вестибюль метро украшен серыми в тонкую белую полоску колоннами с бионическими капителями. В 2007 году в вестибюле были заменены полы и освещение, вследствие чего была убрана ранее находившаяся там уникальная шипастая люстра.
Постройки добилась Зинаида Дубровина, глава «Ленинградодежды», вдохновившаяся Парижем и штаб-квартирой Кристиана Диора. Её поддержал руководитель делегации советских промышленников, первый заместитель главы советского правительства Анастас Микоян, что, вероятно, помогло преодолеть звучавшую ещё в феврале 1959 года критику ленинградских модельеров за «некритический анализ западных направлений». Сначала, в декабре того же года, «Ленинградодежде» предоставили бывший Торговый дом Мертенса, создав Ленинградский дом моделей одежды, но представители треста считали эти мощности недостаточными: «Значительное количество ленинградцев одето безвкусно, плохо. Наша пропаганда не является массовой». В 1961 году Исполком Ленсовета признал необходимость создания Дома мод для «удовлетворения растущего спроса на красивую, модную и удобную одежду» (при этом, согласно Броновицкой и Малинину, строительство ателье размером с фабрику быта было сделано в условиях невозможности признания, что советская лёгкая промышленность не может производить одежду без грубых упрощений проектов модельеров).
Здание было оформлено утраченными сейчас вертикальной световой вывеской и круглой эмблемой в центре лицевого фасада.
Внутренняя структура изначально спроектированного не под Дом мод здания плохо для него подходила — из-за не вполне удобно расположенных первых в городе поэтажных эскалаторов не осталось места для выставки новинок на первом этаже и парадной лестницы (как у Диора), над круглым купольным вестибюлем метро был такой же зал, в котором не получалось делать модные показы с размещением манекенщиц на уровне глаз зрителей (предложение использовать третий этаж для показов было отвергнуто, и в итоге зрители смотрели на показы снизу вверх). Андреев спроектировал стеклянные стены, которые были не лучшим фоном для манекенов, и в итоге зал оборудовали системой автоматически закрывающихся штор, но модели всё равно оказывались на фоне витража, и акустика была плохой. Тем не менее цена и качество предлагаемой Домом моды одежды в сравнении с обычными городскими магазинами вызвала большой спрос, предприятие даже работало без выходных.
Согласно рецензии Жана Вержбицкого, вместо всего здания надо было сделать лишь павильон метро, оставив сквер. Леонид Катонин из-за горизонтального деления в анализе проекта говорил о «традиционных членениях ордерной системы», а недостатки здания списывал на отсутствие отечественного опыта и невозможность использования зарубежного из-за «особой коммерческой специфики буржуазных стран».
К боковому фасаду на 2019 год сделана стеклянная пристройка, главный фасад частично скрыт навесами над переходом через проспект.